# Metoda domiarów prostokątnych

Metoda ortogonalna

Metoda domiarów prostokątnych (metoda rzędnych i odciętych lub ortogonalna) – metoda pomiaru szczegółów terenowych wykorzystywana w geodezji. 
Polega na pomiarze rzędnej i odciętej mierzonego szczegółu terenowego. W geodezji wartość rzędnej nazywana jest domiarem prostokątnym, a wartość odciętej miarą bieżącą.
Rzędna jest to miara od mierzonego punktu do rzutu prostokątnego tego szczegółu na linię osnowy geodezyjnej. Rzut prostokątny punktu wykonuje się z użyciem węgielnicy. 
Odcięta jest to odległość rzutu szczegółu na osnowę od punktu osnowy, od którego wykonujemy pomiar.
Zgodnie ze standardami geodezyjnymi, długość odciętej nie powinna przekraczać:
- 250 metrów na terenach zurbanizowanych
- 400 metrów na terenach rolnych i leśnych

Długość rzędnej zależy od grupy szczegółów dokładnościowych, do której mierzony obiekt terenowy należy. Wyróżnia się I, II i III grupę szczegółów – dopuszczalna długość rzędnej wynosi odpowiednio 25, 50 i 70 m. Dopuszczalny błąd pomiaru długości rzędnej i odciętej został określony odpowiednio do grupy szczegółów i wynosi 0,05, 0,05 oraz 0,10 m.
W czasie pomiarów należy dodatkowo mierzyć elementy kontrolne: 
- przekątne
- miary czołowe, tzw. czołówki
- podpórki – stosuje się dla tych szczegółów grupy II i III, dla których przekroczone zostały dopuszczalne długości rzędnych. W przypadku pomiaru kontrolnego szczegółów II oraz III grupy rzędne mogą zostać zwiększone odpowiednio do 75, oraz 100 metrów[1].